# 李相勲 (1975年生)
李相勲（イ・サンフン、이상훈、1975年3月22日 - ）は、韓国の囲碁棋士。全羅南道新安郡出身、韓国棋院所属、九段。BCカード杯新人王戦優勝など。棋士の李世乭は弟。同名で1973年生まれの李相勲とは、年長の李に「大」、また本項李に「小」を付けて区別されることもある。

## 経歴
1990年入段。2000年BCカード杯新人王戦とSKガス杯新鋭プロ十傑戦優勝。2002年に囲碁道場を開設。2004年電子ランド杯王中王戦白虎部準優勝、五段。2005年囲碁マスターズベスト16。2008年七段、韓国囲碁リーグに蔚山チームで出場。2010-11年に新安天日塩チーム監督。
2011年八段。
韓国囲碁棋士ランキングでは2010年63位。

### タイトル歴
- BCカード杯新人王戦 2000年
- SKガス杯新鋭プロ十傑戦 2000年

### 他の棋歴
- 中韓新人王対抗戦 2000年 0-2 劉世振
- 韓国囲碁リーグ
  - 2008年（蔚山デーアチェ）2-6